# Lactarius vietus
Lactarius vietus é uma espécie de fungo da família de cogumelos Russulaceae. Ele produz cogumelos frágeis de tamanho médio, que crescem no chão de florestas ou sobre toras de madeira podre. Seu "chapéu" (píleo) é convexo aplanado e pode variar quanto ao formato, às vezes assumindo a forma de funil. É tipicamente cinzento, mas a cor pode variar. A espécie tem lamelas de cor clara, que se dispõe muito próximas uma das outras. Elas produzem uma látex branco com um sabor muito apimentado. A impressão de esporos é geralmente esbranquiçada, mas também varia de cor consideravelmente, o que torna este método pouco útil para a identificação da espécie.
Descrita cientificamente pelo micologista sueco Elias Magnus Fries em 1838, L. vietus é bastante comum na Europa, América do Norte e Ásia oriental. E assim como todas as espécies do gênero Lactarius, o fungo forma micorrizas, uma associação simbiótica mutuamente benéfica com vários tipos de árvores. Embora seja muito mais comum a associação de L. vietus com faias, ele também tem sido encontrado sob a copa de carvalhos.
Os cogumelos têm tipicamente um sabor forte e picante e por isso são descritos como não comestíveis, muito embora alguns especialistas já os descreveram como adequados para consumo após a fervura. Espécimes mais velhos tendem a ter um sabor mais suave, o que torna o cogumelo mais palatável. L. vietus é semelhante em aparência com L. uvidus, mas pode ser distinguido pela coloração do chapéu. Outra espécie relacionada é L. mammosus que também descrita por Fries.

## Taxonomia
A espécie Lactarius vietus foi descrita pela primeira vez na literatura científica pelo micologista sueco Elias Magnus Fries. Ele fez sua primeira menção a este cogumelo em 1821, na sua obra Systema Mycologicum, chamando-o de Agaricus vietus. Mais tarde, na publicação Epicrisis systematis mycologici de 1838, Fries reclassificou a espécie como pertencente ao gênero Lactarius, dando-lhe seu nome atual. Tentativas subsequentes de reclassificar a espécie têm sido infrutíferas. Em seu trabalho de 1871, Der Führer in die Pilzkunde, o cientista alemão Paul Kummer reclassificou a espécie como membro dos Galorrheus, e em 1891, Revisio generum plantarum do também alemão Otto Kuntze trouxe a espécie no gênero Lactifluus. Tanto Galorrheus vietus como Lactifluus vietus são atualmente considerados sinônimos obrigatórios (nomes diferentes para a mesma espécie) de Lactarius vietus. O epíteto específico vem do latim "vietus", que significa "encolhido". Os cogumelos do gênero Lactarius são comumente conhecidos nos países de língua inglesa como milkcaps, e L. vietus é popularmente chamado de grey milkcap.

## Descrição
O píleo - o "chapéu" do cogumelo - do Lactarius vietus normalmente mede de 2,5 a 7,5 centímetros de diâmetro, com uma forma convexa achatada. Às vezes, o chapéu assume um formato de funil, noutras, apresenta um umbo amplo ou pontiagudo, contudo, na maioria dos casos, sua região central possui uma depressão. O chapéu tem uma coloração cinza, às vezes com tons de violeta, cor de carne, marrom-amarelado pálido ou vermelho. Nos cogumelos jovens, a tonalidade vai ficando mais clara na direção da margem do píleo. Espécimes muito pálidos também foram registrados nos Estados Unidos, no entanto, eles não são albinos verdadeiros. As bordas do chapéu são curvadas para dentro em espécimes mais jovens. Sua superfície é lisa e pode ser escorregadia ou pegajosa quando molhada.
A estipe - o "tronco" ou "caule" do cogumelo - mede 2,5 a 8 centímetros de altura por 2 a 7 cm de espessura e geralmente tem formato cilíndrico. Às vezes, o tronco se estreita na porção anterior ou tem forma de trevo. A cor do tronco é esbranquiçada ou acinzentada pálida no topo. Ele é bastante frágil e facilmente quebrável. A carne ou trama tem uma cor branca e está muitas vezes ausente no tronco, deixando-o oco. As lamelas são muito próximas uma das outras e podem ser decorrentes (estendendo-se pouco abaixo do comprimento do caule) ou adnatas (diretamente ligadas ao tronco); tem a coloração esbranquiçada a um aspecto cor de couro sujo. Elas são finas e flácidas e há 3 ou 4 camadas de lamélulas, as lamelas curtas que começam na borda do píleo mas que não atingem o tronco. As lamelas produzem um látex branco, que quando seca fica com uma cor cinza acastanhada ou esverdeada após cerca de 20 minutos. A carne do cogumelo se cora lentamente com uma cor acinzentada, se uma gota de solução de FeSO4 é aplicada sobre ela. Esse é um teste utilizado na identificação de fungos, que pode distinguir L. vietus de outras espécies.

### Características microscópicas
A impressão de esporos, técnica usada para distinguir diferentes espécies de fungos, tem tipicamente um aspecto branco cremoso, com um tom salmão leve, mas tem-se observado que pode variar do branco ao amarelo, dependendo da densidade, o que significa que não é um meio útil de identificação. Os esporos individuais são brancos, amiloides (assumem uma coloração azul com o reagente de Melzer) e hialinos. Quanto à forma, os esporos são elípticos, com uma rede moderadamente bem desenvolvida de cristas, medindo 8 a 9,5 por 6,5 a 7,5 micrômetros (µm). Os pleurocistídios - cistídios da face lamelar - são em forma de fusos estreitos, tipicamente medindo entre 40 a 75 µm de extensão, mas às vezes chegando a 86 µm de comprimento por 6 a 11 µm de largura na ponto mais largo. Os queilocistídios (cistídios na borda das lamelas) são fusiformes ou em forma de folha, medindo entre 30 e 52 µm de comprimento por 4 a 7 µm de largura. Os basídios possuem quatro esporos e tem forma de trevo, medindo entre 36 e 42 µm de comprimento por 8 a 12 µm de largura.

### Espécies similares

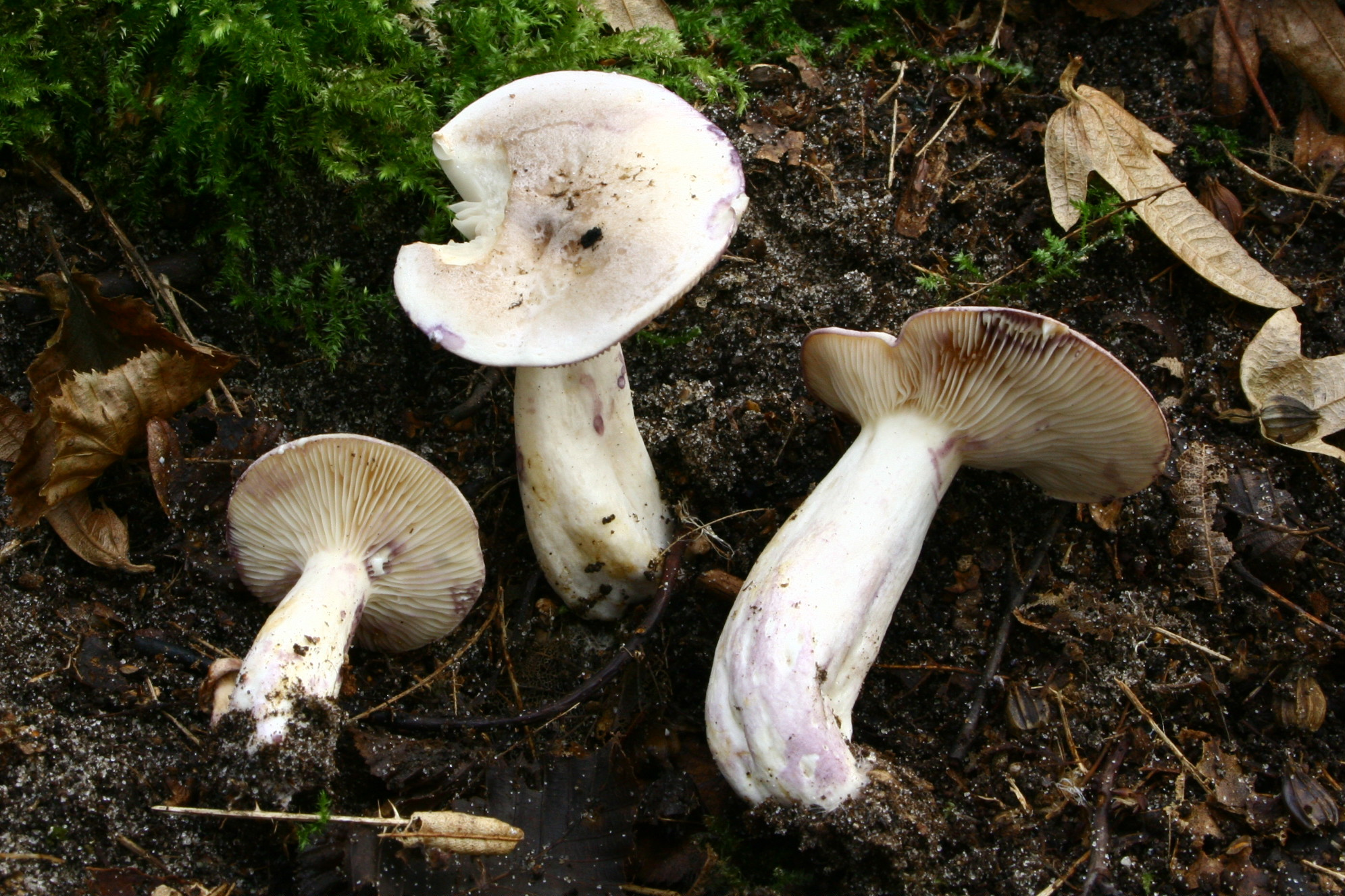
Lactarius uvidus pode ser confundido com L. vietus.

Lactarius uvidus é similar em aparência ao L. vietus. Sua cor, no entanto, é rosa pálido, e sua carne fica violeta ou lilás quando cortada. O látex branco tem um sabor suave. L. mammosus, uma espécie descrita por Elias Magnus Fries mas que não costumava ser citada pela comunidade micológica por algum tempo após sua morte, também é semelhante. O micologista austríaco Meinhard Moser, ao analisar as características de L. mammosus, concluiu que "é certamente mais intimamente relacionado com L. vietus do que com o L. fuscus, mas difere no habitat e na cor". Os esporos são um pouco mais compridos e as esculturas são menos pronunciados no L . vietus.

## Comestibilidade
O látex produzido por Lactarius vietus tem um gosto muito apimentado, e os cogumelos não tem um cheiro característico. Embora descrito por muitos micologistas como não comestível, David Pegler alega que o gosto azedo do cogumelo pode ser removido após serem fervidos, permitindo que ele seja consumido. Embora o sabor forte e azedo seja uma característica definidora da espécie, ele é mais fraco ou mesmo ausente em alguns cogumelos mais velhos, o que não é incomum para uma espécie do gênero Lactarius. Ocasionalmente, no entanto, cogumelos da espécie coletados apresentaram um sabor suave, o que também foi observado em outras espécies com gostos tipicamente azedos.

## Ecologia, habitat e distribuição
Lactarius vietus é uma espécie bastante comum e pode ser encontrada crescendo em áreas úmidas sob as árvores no outono, muitas vezes entre musgos Sphagnum. Embora seja muito mais comum a associação do cogumelo com faias, ele também tem sido encontrado sob a copa de carvalhos. Ele forma uma relação ectomicorrízica com as árvores sob as quais cresce. L. vietus também pode ser encontrado crescendo sobre madeira em decomposição ou outras superfícies duras; espécimes foram observados tanto em toras de coníferas como de madeira-de-lei. Estes são tipicamente espécimes menores, e é possível que eles representem uma variedade anã. Apesar de crescer em madeira podre, a espécie não é saprófita, em vez disso, seus micélios estão ligados com raízes de árvores crescendo próximo ou através da madeira. Esta é uma adaptação particularmente útil quando o solo está molhado ou pobre em nutrientes. Os cogumelos podem, às vezes, crescer em grande número, mas eles também podem ser encontrados crescendo em tufos apertados, ou solitariamente quando se desenvolvem fora de época. A espécie pode ser encontrada na Europa, com registros de coletas feitas na Escandinávia, Ilhas Britânicas, Alemanha, Bulgária e norte da Turquia; já na América do Norte, L. vietus é descrito como comum no Canadá e no norte e sul dos Estados Unidos; no norte da Ásia, o cogumelo foi encontrado em regiões próximas do rio Oka e do rio Angara, na Sibéria; e no leste asiático, foi coletado na China.